# Luca Grimaldi
Luca Grimaldi (Genova, inizi del XIII secolo – 18 aprile 1275) è stato un diplomatico italiano, genovese di parte guelfa.

## Biografia
Nacque presumibilmente a Genova, nei primi anni del Duecento; era figlio di Ingone ed ebbe per fratello Bovarello, che fu ambasciatore genovese per Carlo I di Provenza nel 1252. Non va confuso con il cugino Luchetto Grimaldi vissuto negli stessi anni.
La prima menzione di Luca Grimaldi è in un documento dell'11 ottobre 1239 che formalizza l'alleanza tra Genova e Milano contro l'imperatore Federico II.
Nel 1248 il suo nome è tra gli autorevoli testimoni di parte genovese in occasione di due convenzioni con la Comunità di Groppo e i conti di Ventimiglia.
Tra il 1248 e il 1251, al termine della ribellione dei ghibellini savonesi, i fratelli Luca e Bovarello Grimaldi acquisirono il controllo di Stella, castello dell'entroterra di Varazze, del castello di Andora, presso Albenga, e di Carrosio.
Distintosi tra le personalità di spicco della sua città, fu nominato podestà di Firenze (gennaio-luglio 1257) e l'anno dopo inviato a Viterbo, presso papa Alessandro IV, in qualità di ambasciatore insieme a Percivalle Doria, Ugone Fieschi e Oberto Passio; il papa era intenzionato a intervenire per far cessare la guerra tra le tre Repubbliche marinare italiane, per indirizzare le armate cristiane nel perduto Regno di Gerusalemme. Ma la missione non ebbe un seguito.
Nel 1259 patteggiò con Manfredi, re di Sicilia, il riscatto e la restituzione del prezioso trono imperiale che il Grimaldi aveva ricevuto in pegno da Corrado IV, il quale, nella sua discesa in Italia, a corto di liquidi, aveva ottenuto dal genovese un favoloso prestito con grande scandalo della parte guelfa.
Con la vittoria di Carlo d'Angiò a Benevento (febbraio 1266) e il trionfo in tutta Italia della fazione guelfa, i Grimaldi, che avevano da tempo stretto legami con il conte di Provenza, vennero ad assumere una posizione di primo piano nel governo del Comune.
Nel 1269 Luca e suo fratello Bovarello vennero incaricati da Carlo di Provenza, nel frattempo diventato re di Napoli, di ricevere a Genova gli ambasciatori del califfo abbaside, Al-Hakim I.
Quando, nel 1271, i ghibellini presero il potere a Genova con Oberto Doria e Oberto Spinola, Luca Grimaldi dovette lasciare la città e rifugiarsi nel proprio castello di Stella, da cui fu scacciato l'anno successivo per opera delle truppe ghibelline.
Un documento genovese riporta la sua morte, in data 18 aprile 1275, e quella di suo fratello Bovarello.